# Calamity Jane
Pour les articles homonymes, voir Cannary et Calamity Jane (homonymie).

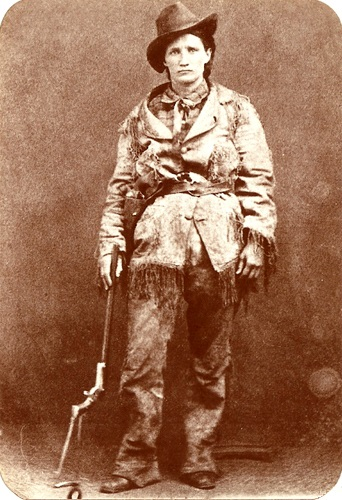
Calamity Jane vers 1880, en stetson, armée de sa Winchester et du Colt Navy de Wild Bill Hickok.

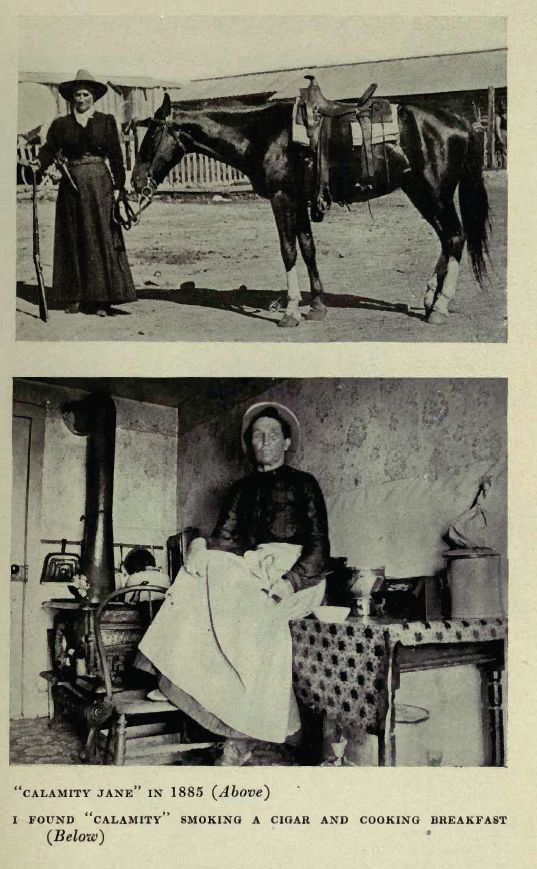
Calamity Jane (en haut) en 1885 ; (en bas) à Utica (Montana) fumant un cigare tout en cuisinant.

Martha Jane Cannary, dite Calamity Jane [kəˈlæmɪti d͡ʒeɪn], est une personnalité de la conquête de l'Ouest, née le 1er mai 1852 près de Princeton dans le Missouri et morte le 1er août 1903 à Deadwood dans le Dakota du Sud.
Après avoir connu la notoriété de son vivant par sa participation à la conquête de l'Ouest et son rôle lors des guerres indiennes au cours desquelles elle s'est prétendue éclaireur pour l'armée américaine avec le général George Custer, elle devient le personnage principal d'un spectacle fondé sur sa propre légende, le Wild West Show. Ce spectacle va accroître cette légende du vivant de Calamity Jane, rendant ardue la tâche pour la distinguer de la réalité historique. Elle meurt en 1903 à Terry (en) dans le Dakota du Sud, en étant pauvre, aveugle, alcoolique, mais toujours aussi célèbre.
Il existe diverses sources biographiques concernant Calamity Jane :
- les recherches historiques réalisées par des historiens, en particulier Jennewein ou McLaird, avec des données restant inconnues, par exemple sa date de naissance réelle ;
- l'autobiographie de Calamity Jane distribuée au cours de ses spectacles, qui avait une forte valeur romanesque et ne peut donc être considérée comme fiable d'un point de vue historique ;
- l'abondante littérature que sa légende a suscitée, même de son vivant, qui à son tour alimentait cette légende ;
- une série de lettres nommées Lettres à sa fille. Bien que leur authenticité ait été très fortement mise en doute, leur publication a fait sensation et elles se mêlent à présent à la légende de Calamity Jane, en particulier en France où les biographies historiques restent confidentielles.

## La légende
Ce qui suit rapporte la légende la plus complète de Calamity Jane dans une compilation des biographies historiques, autobiographie et des lettres à sa fille de Calamity Jane, c'est-à-dire que tous les faits ne sont pas authentifiés.
Calamity Jane naît sous le nom de Martha Jane Cannary le 1er mai 1852 à Princeton au Missouri, dans une famille de paysans. Elle est l'aînée d'une fratrie composée de quatre filles et de deux garçons. Leurs parents laissant souvent les six enfants livrés à eux-mêmes, elle apprend très tôt à s'occuper d'eux. Enfant, elle aime beaucoup s'amuser à l'extérieur et apprend tôt à monter à cheval, arrivant à dresser bientôt les plus têtus d'entre eux.
En 1865, la famille part pour le Montana, empruntant la piste de l'Oregon. Elle a alors 13 ans. Pendant le voyage, qui dure cinq mois, elle participe à la chasse avec les hommes. Sa mère Charlotte Cannary meurt pendant le voyage. La même année, la famille émigre à nouveau, cette fois pour Salt Lake City dans l'Utah, où son père disparaît en 1868 (personne n'a jamais su s'il était mort ou s'il était parti pour recommencer sa vie ailleurs).
Commence alors à l'âge de 18 ans la vie aventureuse qui va la rendre célèbre. Elle rejoint deux ans plus tard le général George Custer en qualité de scout (au sens propre : guide ou éclaireur). Elle fait campagne en Arizona contre les Amérindiens. Elle commence à porter des habits d'homme. Elle exécute de dangereuses missions, participe à plusieurs campagnes et devient très habile au tir.
D'après ses mémoires, c'est pendant sa période « scout » qu'elle gagne le surnom de « Calamity Jane ». Engagée par le général George Crook, il lui est ordonné de partir avec un détachement dans le Wyoming. Parti pour plusieurs jours, le groupe de soldats subit plusieurs escarmouches amérindiennes au cours desquelles six soldats sont tués et de nombreux autres sérieusement blessés. De retour vers le fort, à quelques kilomètres seulement de celui-ci, le détachement tombe dans une embuscade. Le capitaine est blessé. Se retournant, Martha s'aperçoit que l'officier va tomber de son cheval. Elle galope alors vers lui et l'attrape avant qu'il tombe. Elle le hisse sur son cheval, devant elle, et le ramène au fort, lui sauvant la vie. Une fois guéri, le capitaine lui aurait dit, en plaisantant : « Je vous baptise Calamity Jane, l'héroïne des plaines. » Ce surnom ne l'aurait ensuite plus jamais quittée.
Au cours de ses campagnes, elle est la première femme blanche à pénétrer dans les Black Hills, alors contrôlées par les Sioux Lakotas, dont ce sont les montagnes sacrées. En 1875, elle fait partie de l'expédition géologique menée par le professeur Walter Jenney, l'Expédition des Collines noires, c'est à cette occasion qu'apparaît dans la presse Calamity Jane. Elle doit ensuite rejoindre le général Custer à Little Bighorn. Durant son voyage, elle est contrainte de traverser à la nage la rivière Platte, à la suite de quoi elle tombe malade. Elle est rapatriée au Fort Fetterman, où elle reste quatorze jours. Puis, ayant récupéré, elle se met en route pour Fort Laramie. Là, elle rencontre Wild Bill Hickok. Elle fait la route avec lui jusqu'à Deadwood. Puis elle assure la liaison, en qualité de courrier, entre Custer, encore dans les Black Hills, et Deadwood. Un jour d'août 1876, son ami Wild Bill Hickok est tué d'une balle derrière la tête dans un saloon de Deadwood. Bien que l'on prête à Calamity Jane une aventure avec ce dernier, il semblerait qu'ils n'aient été en fait que de très bons amis, sans plus, et que le père de son enfant (Janey) ne soit autre qu'un lieutenant avec qui elle aurait eu une liaison quelque temps.
Elle serait alors partie à la recherche de l'assassin, un nommé Jack McCall, et l'aurait attrapé pour le livrer à la justice. Mais celui-ci se serait échappé. Il a été repris quelque temps plus tard, jugé puis pendu.
Elle quitte Deadwood en 1877 avec le septième régiment de cavalerie. L'année suivante, elle fait un peu de prospection. Puis elle fait des navettes entre différents forts et villes, convoyant un attelage de bœufs, les animaux les plus résistants pour ce genre de trajets dans cette région précisément. Elle ne cesse de changer d'activité (cuisinière pour les ouvriers de chemins de fer ou pour les cow-boys dans des ranchs ou saloons, infirmière lors d'une épidémie de variole à Deadwood en 1878, lingère dans des bordels tenus par son amie Dora DuFran) et de voyager, allant du Wyoming, vers l'Oregon, ou encore vers la Californie, élevant du bétail ou le convoyant. En 1882, elle refuse de participer au spectacle populaire de Buffalo Bill, le Buffalo Bill’s Wild West.

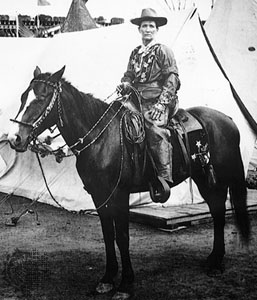
Calamity Jane à cheval, portant bottes à éperons, chaps en cuir sur son jean, devant des tentes et tipis de l’Exposition pan-américaine de Buffalo.

Elle se marie avec une brute, William Steers avec qui elle a un fils surnommé Little Calamity, qui meurt nourrisson. Elle rencontre ensuite Clinton Burke, originaire du texas, en 1885 à El Paso. Elle accepte de vivre une vie de couple et de famille. Ils se marient en 1887 et elle donne naissance à une petite fille, Jessie. La famille part alors pour le Colorado, où ils ouvrent un hôtel. Puis ils voyagent encore de ville en ville pour revenir à Deadwood, dix-sept ans après le départ de Martha. Ses anciens amis sont ravis de la revoir ; certains veulent mettre par écrit ses aventures et d'autres lui proposent de les jouer. Entre-temps son mari la quitte. Elle participe ensuite à plusieurs spectacles centrés sur le mythe de l'Ouest américain (Wild West Shows, Great Rocky Mountain Show de Tom Hardwick en 1884), en vogue à l'époque. Le 20 janvier 1896, elle est engagée au Dime museum du cirque Kohl & Middleton à Chicago et Minneapolis, dont elle profite pour publier son autobiographie. En 1901, elle est internée dans une maison pour indigents : une journaliste de New York vient la chercher pour la faire participer à l’Exposition pan-américaine de Buffalo mais, alcoolique et ingérable, elle est vite renvoyée.
Elle meurt le 1er août 1903 d'une pneumonie. Deux de ses amis transportent son corps de la ville de Terry à Deadwood, où les membres de la Société des Pionniers des Black Hills organisent des funérailles prestigieuses. Habillé de blanc, placé dans un cercueil capitonné, son corps est exposé dans l'arrière-salle d'un saloon, où tous les habitants de Deadwood peuvent venir lui faire un dernier adieu.
Elle est enterrée au cimetière de Mount Moriah (Deadwood), à côté de Wild Bill Hickok, selon sa volonté.

## Les différentes biographies

### Autobiographie:Life and Adventures of Calamity Jane
Son Autobiographie est une petite brochure en anglais, qu'elle a distribuée à partir de 1896 pour des spectacles organisés à Minneapolis, remplie d'imprécisions et d'actes héroïques inventés. Même son âge est sujet à caution : dans cette brochure, elle dit être née « Marthy Cannary à Princeton, Missouri, en mai 1852 ». Or, sa première pierre tombale, au cimetière de Mount Moriah, à Deadwood, était gravée « âgée de 53 ans », ce qui la ferait naître en 1850. De plus, le recensement de 1860 indique qu'elle est née en 1856 (voir paragraphe Recherches historiques).
Calamity Jane étant considérée comme quasi-analphabète (en particulier par les auteurs qui invalident les lettres à sa fille), il est vraisemblable qu'elle ait dicté ce court texte ou qu'il ait été rédigé par l'organisateur des spectacles.
Dans cette brochure, elle dépeignait Wild Bill Hickock comme un « ami ».

### Lettres à sa fille
En 1941, une femme du nom de Jane Hickok Burkhardt Mc Cormick, se présentant comme la fille de Jane et de James Butler Hickok, lit à la radio à l'occasion de la fête des Mères des lettres qui seraient de la main même de sa mère. À la mort de Jane Hickock en 1951, le musée dans lequel elle travaillait les retrouve et les conserve. Lorsque le musée ferme, la propriétaire du musée les conserve à son tour, jusqu'à ce que le Français Grégory Monro récupère le manuscrit pour le rapporter en France.
Des historiens réputés remettent depuis longtemps en cause l'authenticité de ces lettres. J. Leonard Jennewein, l'historien du Dakota du Sud, a notamment conclu après une recherche méticuleuse, au « canular complet du début à la fin » de ces lettres. Cela n'a toutefois pas empêché leur diffusion importante et l'amplification du mythe de Calamity Jane, et la popularisation de l'hypothèse du couple qu'elle aurait formé avec Wild Bill Hickok. La commentatrice française Laure Noël, qui admet qu'aucune analyse ne prouve de façon irréfutable l'authenticité des lettres, estime malgré tout qu'« il n'y a aucun doute que [Calamity Jane] aurait pu [les] écrire »

### Recherches historiques
Son nom est souvent cité comme Martha Jane Cannary (ou Canary), mais le Jane est sujet à caution : elle ne s'attribue pas ce prénom dans son Autobiographie, il pourrait être un surnom qui apparaît dans la presse vers 1875 et selon Gregory Monro pourrait signifier qu'elle a été « entraîneuse »,, ou, selon James McLaird, ce Jane est l'équivalent féminin de Joe, et sont tous deux des bases de surnoms très répandus.
Un recensement établi en 1860 dans le comté de Mercer, indique sans ambiguïté la présence à Princeton de R.W. Canary, trente-cinq ans, fermier venant de l'Ohio, de Charlotte, sa femme, vingt ans, et de leurs trois enfants, Martha, quatre ans, Cilus, trois ans et Lana, un an ce qui donne 1856 comme année de naissance. Sa famille mormone vit misérablement dans une ferme au sol peu fertile et a mauvaise réputation. Son père est un joueur invétéré et sa mère, personnage flamboyant qui s’adonne à la boisson, fume le cigare et n'hésite pas à jurer, a des liaisons avec d'autres hommes.
La famille est criblée de dettes et a reçu une citation à comparaître devant le tribunal avant le mois de mars 1863, aussi décide-t-elle de vendre ses 180 acres de terres pour une bouchée de pain le 20 décembre 1862 et de quitter le Missouri pour échapper aux poursuites. C'est ainsi qu'elle tente, entre 1862 et 1864, la conquête de l'Ouest et la ruée vers l'or vers le Montana, empruntant la piste de l'Oregon. Sa mère Charlotte Canary meurt à Blackfoot City dans le Montana en 1866. Son père emmène sa famille durant l'été 1866 pour Salt Lake City dans l'Utah, où il disparaît sans laisser de trace en 1867.
Orpheline, séparée de ses frères et sœurs probablement adoptés par des familles de Salt Lake City, Martha a 12 ans et est placée dans une famille d’accueil à Piedmont dans le Wyoming. Accueillie dans la pension pour voyageurs de la famille Alton, elle s'occupe des tâches ménagères et de la cuisine en échange du gîte et du couvert. Mais elle fait la fête, boit et va danser avec les soldats si bien qu'elle est renvoyée en 1871. Elle exerce alors de nombreux métiers pour survivre : cuisinière, serveuse de bar, danseuse de saloon.
Elle essaye à deux reprises de s'enrôler dans l'armée travestie en homme, en vain, mais elle effectue probablement des missions ponctuelles comme éclaireur pour l'armée du général George Custer en 1874. Entre ces missions, elle vit notamment de la prostitution dans le Fort Laramie Three-Mile Hog Ranch (en). En 1875, elle s'introduit clandestinement au sein de l'expédition géologique des Collines noires menée par le professeur Walter Jenney, c'est à cette occasion qu'apparaît son surnom de Calamity Jane dans la presse (article du Chicago Tribune du 19 juin 1875). Un journaliste qui couvre l'expédition prend une photo d'elle, en tenue d'homme. Cette médiatisation est à l'origine de son rapatriement, ce qui ne l'empêche pas de récidiver et d'intégrer clandestinement le régiment du général George Crook qui mène des expéditions militaires contre les Indiens qui refusent de se rendre dans les réserves. La défaite de Crook à la bataille de Rosebud Creek du 17 juin 1876 et celle de Custer à la bataille de Little Bighorn traumatisent les Américains et encourage la presse à inventer des héros. C'est ainsi que les exploits militaires de Calamity Jane font les gros titres (certains sensationnalistes vantent ses scalps d'Indiens) alors que cette dernière est renvoyée de son poste d'éclaireuse avant la bataille de Rosebud. Rapatriée à Fort Fetterman, elle se rend ensuite à Fort Laramie où elle subsiste probablement comme lingère mais les jours de paye, elle se saoule avec les soldats et est mise en prison, si bien que les autorités militaires demandent à Wild Bill Hickok de l'éloigner pour Deadwood. C'est sur la route lors des bivouacs qu'elle forge sa réputation de conteuse d'histoire.
Elle travaille probablement comme danseuse et prostituée dans le Gem Theater de Deadwood. En 1877, le journaliste Horatio N. Maguire venu à Deadwood réaliser un reportage promotionnel sur les Black Hills rencontre Calamity. Il en fait un portrait coloré dans son livre The Black Hills and American Wonderland, ce qui attire l'attention du romancier Edward Wheeler qui associe la femme à son personnage principal de Deadwood Dick (en), feuilleton populaire dont les deux héros invincibles vont contribuer à forger le mythe de la conquête de l'Ouest.
Elle vit avec plusieurs hommes (George Cosgrove, Robert Dorsett) avec qui elle gère des saloons ou élève du bétail. Elle se marie en 1887 avec le cheminot Bill Steers (appelé aussi William Steers), un homme violent, pour légitimer sa fille née un an plus tôt. Elle le quitte et voyage avec sa fille de ville en ville, déménageant plus de vingt fois en dix ans, survivant comme serveuse de saloon ou lingère de bordel. La presse pendant cette période continue à publier ses exploits légendaires.
En octobre 1895, elle revient avec sa fille à Deadwood. Vivant misérablement, les notables de la ville organisent un bal de charité pour lever des fonds destinés à l'éducation de sa fille mais Calamity dilapide l'argent dans les saloons en payant tournée sur tournée à ses compagnons de beuverie.
En janvier 1896, elle parvient à confier Jessie aux sœurs catholiques du pensionnat St. Martin's Academy à Sturgis et peut ainsi participer aux représentations bien rémunérées (les représentations faisant partie du mouvement du Dime museum) du cirque Kohl & Middleton pendant trois mois.
Elle tire quelques revenus de son autobiographie mais alcoolique et dépressive, elle erre de ville en ville, vivant dans des cabanes abandonnées. Elle est envoyée en hospice en 1901 et Jessie placée en famille d'accueil. La journaliste Josephine Brake la convainc de participer aux représentations de l'Exposition pan-américaine, mais elle s’y présente ivre et fait un esclandre et les organisateurs la jettent dehors. Devenue son agent, elle garde son argent pour empêcher Calamity de boire, si bien que cette dernière rompt leurs engagements.
Rongée par l'alcool, ses vieux amis payent ses dernières notes d'hôtel à Deadwood. Elle meurt de pneumonie le 1er août 1903 dans une petite chambre d'un hôtel isolé, le Calloway Hotel à Terry, à quelques kilomètres de Deadwood.

## Calamity Jane dans les œuvres de fiction

### Films
- 1922 : My Old Kentucky Home de Ray C. Smallwood avec Lucy Fox ;
- 1923 : Wild Bill Hickok de Clifford Smith avec Ethel Grey Terry ;
- 1924 : Wide Open Spaces de George Jeske avec Mae Laurel ;
- 1929 : Courtin’ Wildcats de Jerome Storm avec Eugenia Gilbert ;
- 1931 : Caught d’Edward Sloman avec Louise Dresser ;
- 1936 :
  - Custer's Last Stand de Elmer Clifton avec Helen Gibson ;
  - Une aventure de Buffalo Bill (The Plainsman) de Cecil B. DeMille avec Jean Arthur ;
- 1940 : 
  - Young Bill Hickok de Joe Kane avec Sally Payne ;
  - Deadwood Dick de James W. Horne avec Marin Sais ;
- 1941 : Badlands of Dakota d'Alfred E. Green avec Frances Farmer ;
- 1948 : Visage pâle (The Paleface) de Norman Z. McLeod avec Jane Russell ;
- 1949 : La Fille des prairies (Calamity Jane and Sam Bass) de George Sherman avec Yvonne De Carlo ;
- 1950 : Calamity Jane et le Texan (en) (The Texan Meets Calamity Jane) d'Ande Lamb avec Evelyn Ankers ;
- 1953 : La Blonde du Far-West (Calamity Jane) de David Butler avec Doris Day ;
- 1955 : Buffalo Bill, Jr. de George Archainbaud avec Nancy Gilbert ;
- 1962 : Young Guns of Texas de Maury Dexter avec Barbara Mansell ;
- 1963 : 
  - Calamity Jane de Dick Altman avec Carol Burnett ;
  - The Raiders de Herschel Daugherty avec Judi Meredith ;
- 1965 : Seven Hours of Gunfire de Joaquín Luis Romero Marchent avec Gloria Milland ;
- 1966 : Les Fusils du Far West (The Plainsman) de David Lowell Rich avec Abby Dalton ;
- 1972 : Les Deux Fils de Trinita (I due figli di Trinità) d’Osvaldo Civirani avec Anny Degli Uberti ;
- 1974 : This Is the West that Was de Fielder Cook avec Kim Darby ;
- 1984 : Calamity Jane de James Goldstone avec Jane Alexander ;
- 1995 :
  - Les Légendes de l'Ouest (Tall Tale) par Jeremiah Chechik avec Catherine O'Hara ;
  - Wild Bill de Walter Hill avec Ellen Barkin ;
  - Buffalo Girls de Rod Hardy avec Anjelica Huston ;
- 1998 : Calamity Jane 2 de Joe D'Amato avec Missy ;
- 2009 : Lucky Luke de James Huth avec Sylvie Testud ;
- 2018 : Darkest Minds : Rébellion (The Darkest Minds) de Jennifer Yuh Nelson avec Gwendoline Christie ;
- 2019 : Deadwood, le film (Deadwood: The Movie) de Daniel Minahan avec Robin Weigert
- 2020 : Calamity, une enfance de Martha Jane Cannary de Rémy Chayé.

### Docu-fiction
- Calamity Jane : Légende de l'Ouest, de Grégory Monro (2014)

### Séries télévisées
- 1952 : 
  - Pussyfootin’ Rocks de Robert Aldrich avec Joan Blondell ;
  - Les Aventuriers du Far West de Ruth Woodman avec Fay Spain ;
- 1957 : Colt .45 de Roy Huggins avec Dodie Heath ;
- 1960 : Overland Trail de Christian Nyby avec Sue George ;
- 1963 : Bonanza de Charles Rondeau avec Stephanie Powers ;
- 1995 : Buffalo Girls de Rod Hardy avec Anjelica Huston ;
- 2004 : Deadwood de Walter Hill avec Robin Weigert.

### Films et séries d'animation
- 1983 : Lucky Luke avec Micheline Dax (voix) ;
- 1997 : La Légende de Calamity Jane de Pascal Morelli avec Catherine Le Hénan (voix) ;
- 2001 : Les Nouvelles Aventures de Lucky Luke d'Olivier Jean-Marie avec Isabelle Mangini (voix) ;
- 2009 : Lucky Luke de James Huth avec Sylvie Testud ;
- 2020 : Calamity, une enfance de Martha Jane Cannary de Rémi Chayé avec Salomé Boulven (voix).

### Romans
- Martha, de Georges Dubesset (2019, Le Lys Bleu éditions)
- Deadwood, de Pete Dexter (1986), (1994) pour la traduction française (Folio policier, Gallimard).
- Mémoires d'un visage-pâle de Thomas Berger. Dans ce roman qui inspira le film d'Arthur Penn, Little Big Man Jack Crabb retrouve sa sœur aînée sous les traits de Calamity Jane.

### Théâtre
- Calamity Jane - Lettres à sa fille, mise en scène de Carole Drouelle et Dominique Birien, interprété par Dominique Birien.
- Calamity Jane de Jean-Noel Fenwick, interprété par Clémentine Célarié, Mise en scène Alain Sachs au Théâtre de Paris 2012
- Calamity Jane de Jean-Noël Fenwick, mise en scène Jacques Rosny, Théâtre Montparnasse 1991

### Bandes dessinées
- 1958 : Lucky Luke : Calamity Jane apparaît brièvement dans l'album Lucky Luke contre Joss Jamon, représentée, de manière incorrecte, comme une criminelle. Elle réapparait, sous un aspect très différent, dans un autre album, Calamity Jane, dont elle tient la vedette avec Lucky Luke, puis dans un autre album, Chasse aux fantômes. Dans ses apparitions, Jane est décrite comme une femme plutôt masculine et au langage peu distingué ; mais elle est aussi présentée comme indépendante, courageuse et déterminée, ce qui en fait finalement un personnage très sympathique. Dans les premières pages de l'album, elle raconte sa vie à Lucky Luke, lequel remarque qu'il s'agit « d'une vie bien remplie », ce à quoi Jane répond « Je suis plutôt menteuse… »
- 1999 : elle est également parodiée dans le premier album de la série Cotton Kid où la caricature des albums de Lucky Luke est reprise et poussée à l'extrême : le personnage est tellement grossier, laid, peu féminin et désagréable qu'il fait l'unanimité contre lui, alors qu'il est l'un des seuls à voir clair dans le jeu de dupes du concours truqué.
- 2004 : Calamity, texte et dessin de Sylvie Fontaine (BFB éditions, Paris) retrace, en s'inspirant librement des Lettres à sa fille. C'est à travers les yeux de sa fille, devenue adulte et partie enquêter sur la vie de sa mère, que l'histoire est retracée.
- 2008-2012 : Martha Jane Cannary - La vie aventureuse de celle que l'on nommait Calamity Jane, dessin de Matthieu Blanchin, scénario de Christian Perrissin, Futuropolis. Les auteurs se sont penchés sur les écrits de Calamity Jane, sur les Lettres à sa fille, et sur de nombreux autres écrits.
  - Tome 1 : Les Années 1852-1869, 2008.
  - Tome 2 : Les Années 1870-1876, 2009.
  - Tome 3 : Les Dernières Znnées 1877-1903, 2012.
- 2020-2022 : la série Wild West (scénario de Thierry Gloris, dessins et couleurs de Jacques Lamontagne, édition Dupuis) :
  - Tome 1 : Calamity Jane
  - Tome 2 : Wild Bill
  - Tome 3 : Scalps en série
- 2021-2023 : Calamity Jane, d'Adeline Avril, Delcourt.
  - Tome 1 : La Fièvre, 2021.
  - Tome 2 : L'Orage, 2023.
- 2024 : Calamity Jane, dessin et couleurs de Gaëlle Hersent, scénario de Marie Bardiaux-Vaïente, conseiller historique Farid Ameur, Glénat/Fayard, coll. « La Veritable Histoire Du Far-west ». Une biographie centrée sur la deuxième partie de la vie de Calamity Jane, à partir de son arrivée à Deadwood, qui tente de naviguer entre le mythe et le réel.

### Musique
- Anne Sylvestre a consacré un album de chansons au récit de la vie de Calamity Jane.
- Au début du siècle dernier, le chanteur country Vernon Dalhart et Adelayne Hood ont fait une chanson intitulée Calamity Jane.
- En 1970, Annie Cordy chante Calamity, écrite et composée par Jacques Mareuil et Armand Canfora, éditée sur le label CBS.
- En 1989, la compositrice américaine Libby Larsen met en musique cinq lettres réunies dans un cycle de mélodies intitulé Songs From Letters
- En 2002, le groupe Supreme Beings of Leisure a aussi fait une chanson avec le même titre.
- En 2006, Chloé Mons entourée d'Alain Bashung et de Rodolphe Burger a sorti un CD, La Ballade de Calamity Jane (Dernière Bande), composé d'extraits lus du livre Calamity Jane, lettres à sa fille (éd. Payot et Rivages) et de chansons inspirées par ce texte.
- En 2010, Camélia Jordana interprète Calamity Jane sur son album homonyme.
- En 2010, René Daudan, Calamity Jane d'après les lettres de Calamity Jane à sa fille, dans l'album L'Homme qui marche.
- Maya Barsony a également écrit une chanson qui s'intitule Calamity Jane.

### Biographies et essais
Il y a très peu de biographies sérieuses de Calamity Jane ; elles sont toutes en anglais, sans qu'existe de traduction française. Les études majeures sont :
- (en) Calamity Jane Of The Western Trails[39], de J. Leonard Jennewein (1953)
- (en) Calamity Jane, her Life, her Legend de Doris Faber (1998) Houghton Mifflin  (ISBN 978-0-395-86539-2)
- (en) James D. McLaird, Calamity Jane : : the woman and the legend, University of Oklahoma Press, 2005 (lire en ligne)
- (en) The Life and Legends of Calamity Jane[40], de Richard W. Etulain (2014)

Une biographie en français :
- Calamity Jane - Mémoires de l'Ouest[41], de Grégory Monro (2010), chez Hoëbeke  (ISBN 978-2-84230-389-1)

### Exposition
- Une exposition[13], intitulée Calamity Jane : Mémoires de l'Ouest, lui a été consacrée à l'Adresse Musée de La Poste de Paris, d'octobre 2010 à mars 2011.

### Biographie romancée
- Hortense Dufour, Le Diable blanc. Le roman de Calamity Jane, Flammarion, 1998

#### Bases de données et notices
- Ressources relatives à la musique :   - Carnegie Hall
  - Discogs
  - MusicBrainz
  - Songkick
- Ressource relative au spectacle :   - Les Archives du spectacle
- Ressource relative à plusieurs domaines :   - Radio France
- Notices dans des dictionnaires ou encyclopédies généralistes :   - American National Biography
  - Britannica
  - Collective Biographies of Women
  - Den Store Danske Encyklopædi
  - Deutsche Biographie
  - Dictionnaire universel des créatrices
  - Encyclopedia of the Great Plains
  - Nationalencyklopedin
  - Store norske leksikon
- Notices d'autorité :   - VIAF
  - ISNI
  - BnF (données)
  - IdRef
  - LCCN
  - GND
  - Italie
  - Espagne
  - Pays-Bas
  - Pologne
  - Israël
  - NUKAT
  - Suède
  - Australie
  - Norvège
  - Tchéquie
  - Grèce
  - WorldCat